# Borsch
El borsch es una sopa de origen ucraniano, común en Europa del Este y Asia del Norte formando parte de varias cocinas tradicionales, como la cocina ucraniana y otros países de Europa Oriental, como Bielorrusia, el pueblo judío, Lituania, Polonia y Rusia.
Con la remolacha como ingrediente principal, ha sido elegida el 1 de julio de 2022 para la lista de Patrimonio cultural inmaterial de la Humanidad por la Unesco, en la reunión que la organización de la ONU de la cultura y la educación ha celebrado en París. La UNESCO, no obstante, ha aclarado que el hecho de que reconozca el riesgo de que se pierda la tradición del borscht en Ucrania no supone que este plato no se haga en otras zonas. «No implica la exclusividad, ni la propiedad del patrimonio en cuestión», explica en su nota.
En inglés, la palabra «borsch» se asocia con mayor frecuencia con la variante de la sopa de origen ucraniano, hecha con remolacha como uno de los ingredientes principales, lo que le da al plato su distintivo color rojo. Sin embargo, el mismo nombre también se utiliza para una amplia selección de sopas de sabor agrio sin remolacha, como el borsch verde a base de acedera, el borsch blanco a base de centeno y el borsch de col.
El borsch se deriva de una sopa antigua que originalmente se cocinaba a partir de tallos en escabeche, hojas y umbelas de heracleum común (Heracleum sphondylium), una planta herbácea que crece en prados húmedos, que le dio al plato su nombre eslavo. Con el tiempo, se convirtió en una diversa gama de sopas agrias, entre las cuales el borsch rojo ucraniano a base de remolacha se ha convertido en el más popular. Normalmente se elabora combinando caldo de carne o huesos con un salteado de verduras, que, además de las remolachas, suelen incluir repollo, zanahorias, cebollas, papas y tomates. Dependiendo de la receta, el borscht puede incluir carne o pescado, o ser puramente vegetariano; se puede servir frío o caliente; y puede variar desde una abundante comida en una olla hasta un caldo claro o una bebida suave. A menudo se sirve con smetana o crema agria, huevos duros o papas, pero existe una amplia variedad de guarniciones más complicadas, como el uszka o el pampushky, que se pueden servir con la sopa.
Su popularidad se ha extendido por Europa del Este y el antiguo Imperio ruso y, a través de la migración, a otros continentes. En América del Norte, el borscht a menudo se relaciona con judíos o menonitas, los grupos que lo trajeron por primera vez desde Europa. Varios grupos étnicos afirman que el borscht, en sus diversas formas locales, es su propio plato nacional consumido como parte de las comidas rituales dentro de las tradiciones religiosas ortodoxa oriental, Iglesia greco-católica-Iglesia greco-católica ucraniana, católica latina y judía-Asquenazí.

## Etimología
El nombre deriva de la palabra борщ (borsch), que es común a las lenguas eslavas orientales, como el ucraniano o el ruso. Junto con los cognados en otras lenguas eslavas, proviene del protoeslavo *bŭrščǐ (espondilio) y finalmente del protoindoeuropeo *bhr̥stis (punta de rastrojo). El espondilio común (Heracleum sphondylium) era el ingrediente principal de la sopa antes de ser reemplazado por otras verduras, en particular remolacha en la versión ucraniana. Sin embargo, la palabra inglesa borscht, también deletreada borsch borsht o bortsch, proviene directamente del yidis באָרשט (borsht), ya que el plato fue popularizado por primera vez en América del Norte por judíos asquenazíes de Europa del Este que hablaban yidis.

## Ingredientes y preparación
El borsch ucraniano típico se hace tradicionalmente con fondo de carne o huesos, verduras salteadas y remolacha agria (es decir, zumo de remolacha fermentado). Dependiendo de la receta, algunos de estos componentes pueden omitirse o sustituirse.
El fondo se prepara típicamente hirviendo carne, huesos o ambos. La carne de res, de cerdo o una combinación de ambas son las más utilizadas, y se considera que el pecho, las costillas, el muslo y el cuello dan los resultados más sabrosos, especialmente si se cocinan a fuego alto. Los huesos de la médula ósea se consideran los mejores para el caldo. El fondo de carne generalmente se cocina durante aproximadamente dos horas, mientras que el fondo de huesos tarda de cuatro a seis horas en prepararse. Por lo general, la carne y los huesos se quitan después y la carne solamente se vuelve a agregar a la sopa unos 10 a 15 minutos antes de que el borsch esté listo. Algunas recetas requieren carnes ahumadas, lo que da como resultado un borsch claramente ahumado, mientras que otros utilizan fondo de ave o de cordero. Las variedades de ayuno se hacen típicamente con fondo de pescado para evitar el uso de carne, mientras que las recetas puramente vegetarianas a menudo sustituyen el fondo por caldo de hongos comestibles.
Las verduras que se agregan con mayor frecuencia al borsch son las remolachas, el repollo blanco, las zanahorias, la raíz de perejil, las papas, las cebollas y los tomates. Algunas recetas también pueden llevar a los frijoles, manzanas ácidas, nabo, nabicol, apio, calabacín o pimientos. La chirivía se puede usar como un sustituto de la raíz de perejil, y la pasta de tomate se usa a menudo junto con los tomates frescos o en lugar de ellos. La técnica tradicional de preparar la sopa es precocinando las verduras, luego saltearlas, brasearlas, hervirlas o hornearlas por separado de la carne y sólo entonces combinarlos con el caldo. Esta característica distintiva del borsch se deriva de la práctica de la cocción lenta en el horno ruso (estufa tradicional de mampostería, utilizado tanto para cocinar como para calentar), en el que las diferencias en los tiempos de cocción de los ingredientes individuales deben tenerse en cuenta para garantizar que todos los componentes alcancen el punto de cocción al mismo tiempo. La importancia de este método se refleja en el idioma ruso, donde una variante en la que todas las verduras se agregan crudas directamente al caldo se denomina borshchok en forma diminuta en lugar de borshch. Las verduras generalmente se cortan en juliana, excepto las papas y el calabacín, que se cortan en cubitos. Las remolachas se pueden hornear parcialmente antes de espolvorearlas con vinagre o jugo de limón, para conservar el color y estofado por separado de otras verduras. Se saltean cebollas, zanahorias, perejil, nabo y otros tubérculos (tradicionalmente en grasa animal, especialmente manteca de cerdo o mantequilla) y luego se mezclan con tomates o pasta de tomate. Los frijoles secos se hierven por separado. Las papas y el repollo se hierven en el caldo durante unos 15 minutos antes de agregar las verduras.

## Variantes

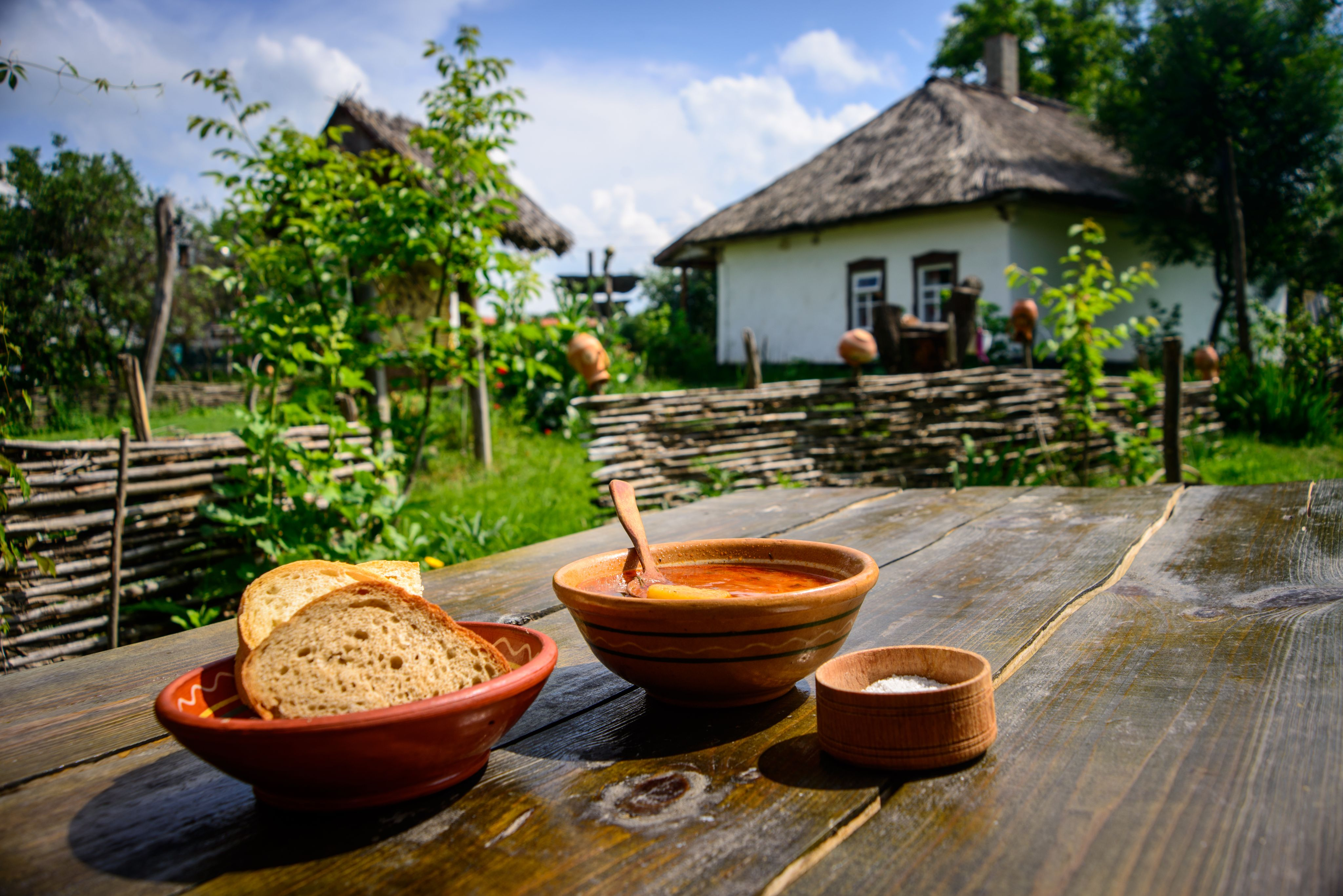
Borsch ucraniano

### Ucrania
Como país de origen del borsch, Ucrania cuenta con una gran diversidad de variantes regionales de esta sopa, prácticamente cada óblast tiene su propia receta. Las diferencias entre las variedades particulares pueden incluir el tipo de caldo utilizado (carne, hueso o ambos), el tipo de carne (ternera, cerdo, aves de corral, etc.), la elección de las verduras y el método de cortado y cocción. Por ejemplo, aunque la receta típica incluye carne de res y cerdo, la variante de Kiev utiliza cordero o cordero además de carne de res, mientras que en la región de Poltava, el caldo para el borsch se cocina con carne de aves, es decir, pollo, pato o ganso. El uso de calabacines, judías y manzanas es característico del borsch de Chernígov; en esta variante, las remolachas se saltean en aceite vegetal en lugar de manteca, y el sabor agrio proviene únicamente de tomates y manzanas ácidas. El borsch de Leópolis se basa en caldo de huesos y se sirve con trozos de salchichas vienesas.

### Polonia

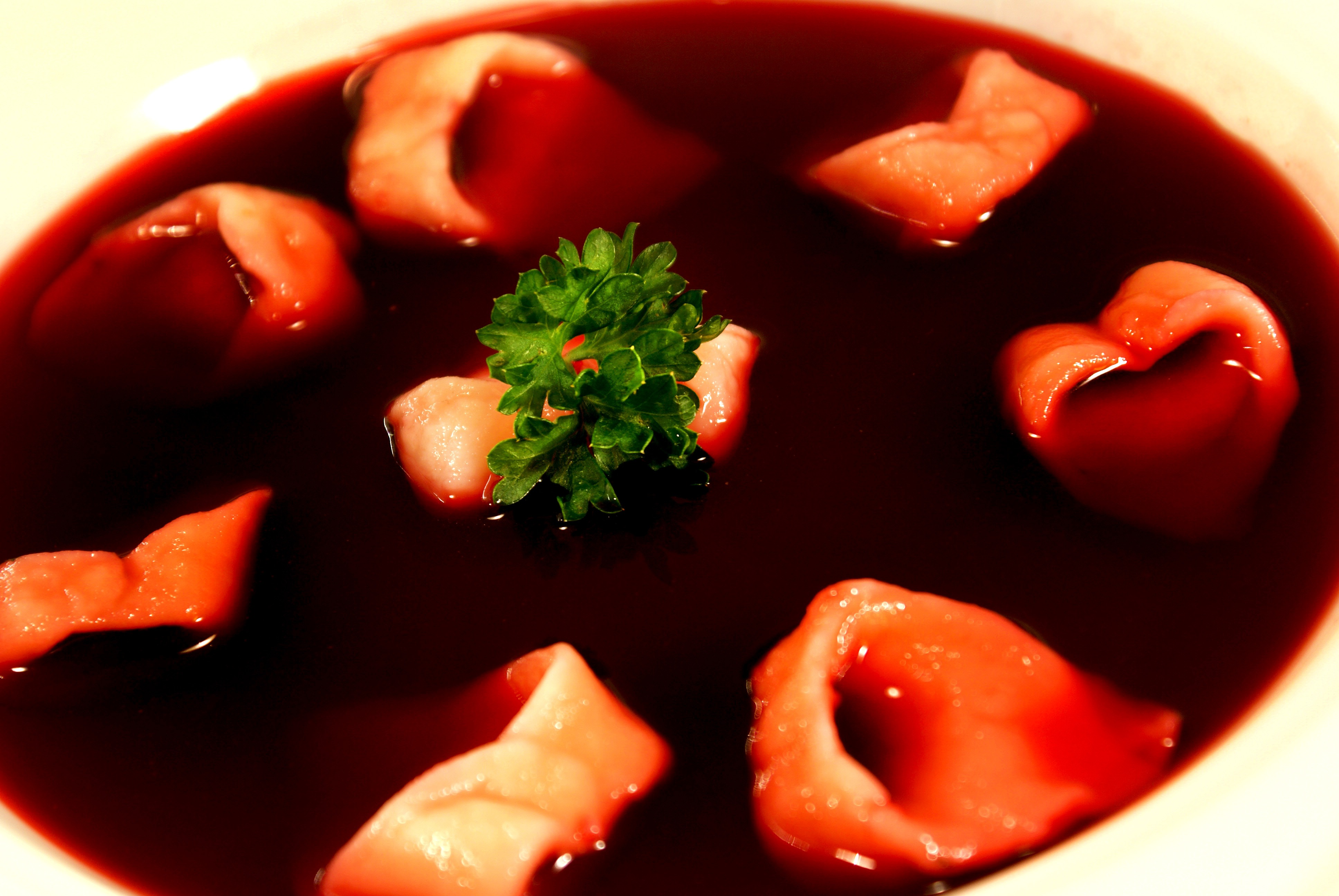
Borsch polaco de Nochevieja

La cocina polaca ofrece un caldo de remolacha de color rubí conocido como barszcz czysty czerwony, o borscht rojo claro. Se elabora combinando un caldo de carne y verduras colado con caldo de setas silvestres y agrio de remolacha. En algunas versiones, se puede utilizar carne ahumada para el caldo y la acidez se logra o realza agregando jugo de limón, encurtidos eneldo o vino tinto seco. Se puede servir en un tazón para sopa o, especialmente en cenas festivas, como una bebida caliente en una taza de dos asas, acompañada de una croqueta o una masa rellena. A diferencia de otros tipos de borscht, no se blanquea con crema agria.
El barszcz wigilijny, o borscht de Nochebuena, es una variante del borscht claro que se sirve tradicionalmente durante la cena de Nochebuena polaca. En esta versión, se omite el caldo de carne o se reemplaza con caldo de pescado, generalmente hecho hirviendo las cabezas cortadas de los peces utilizados en otros platos de Nochebuena. Los hongos utilizados para cocinar el caldo de setas se reservan para los uszka (pequeños dumplings rellenos), que luego se sirven con el borscht.

### Rusia

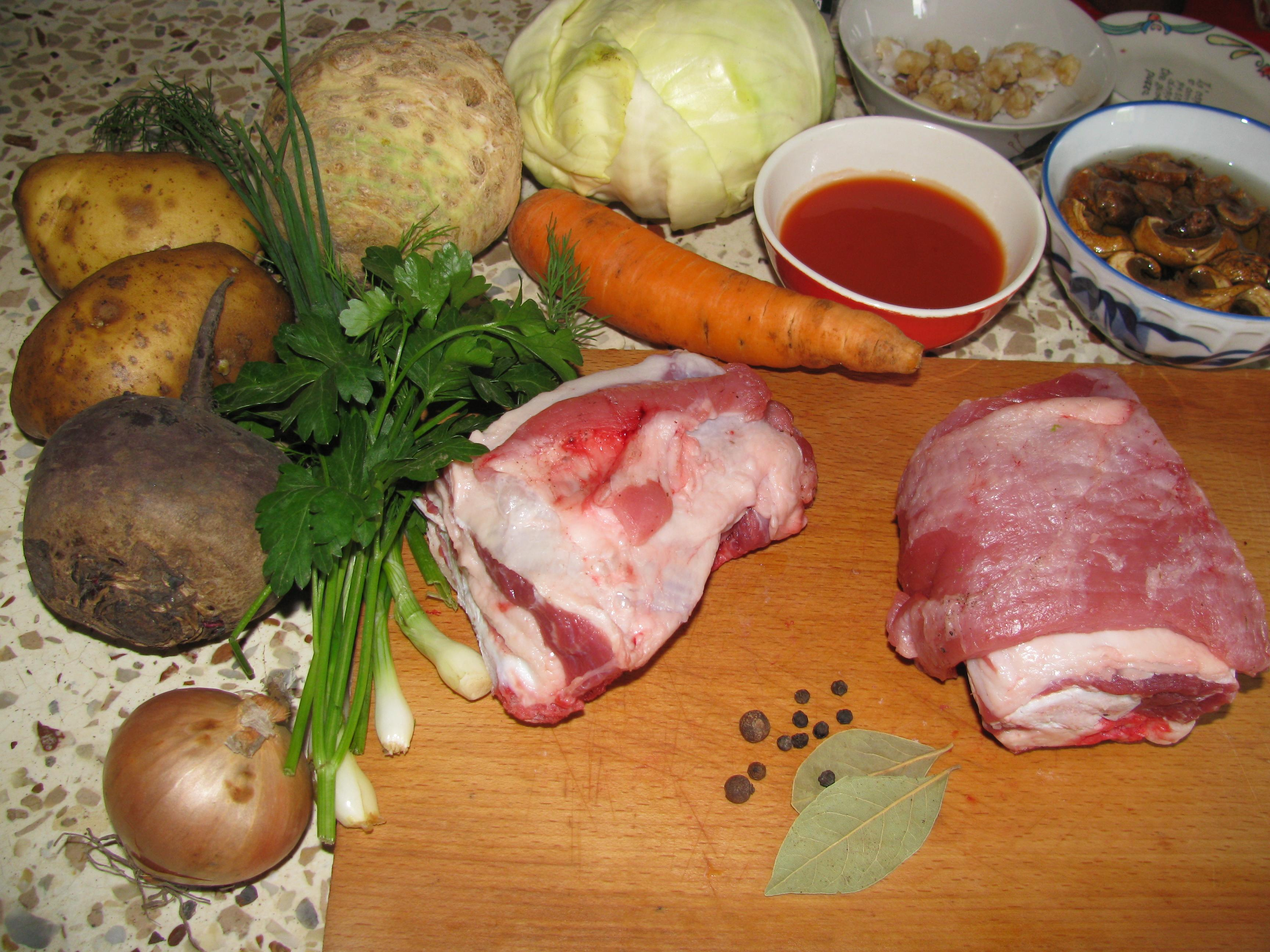
Ingredientes del borsch antes de la preparación

En la cocina rusa, también se han desarrollado muchas recetas regionales de borsch. Ejemplos incluyen el borscht moscovita, que se sirve con trozos de salchichas, como la doktorskaya kolbasa (similar a la salchicha Bologna en consistencia), salchichas ahumadas o saucisses, parecidas a cervelats o salchichas vienesas. Es posible que la asociación de borsch con salchichas y Moscú esté vinculada a Anastas Mikoyan y la producción industrial soviética de salchichas.
Otras variantes únicas rusas incluyen el borscht estilo siberiano, caracterizado por albóndigas; el borscht de Pskov con esmelte seco de los lagos locales; el borscht monástico de Cuaresma con alga marina encurtida en lugar de repollo y el borscht de la Armada Rusa (flotsky borshch), cuya característica definitoria es que las verduras se cortan en trozos cuadrados o en forma de diamante en lugar de en juliana. Algunos cocineros rusos añaden mayonesa en lugar de crema agria o vinagre, o ambos.

### Borsch frío

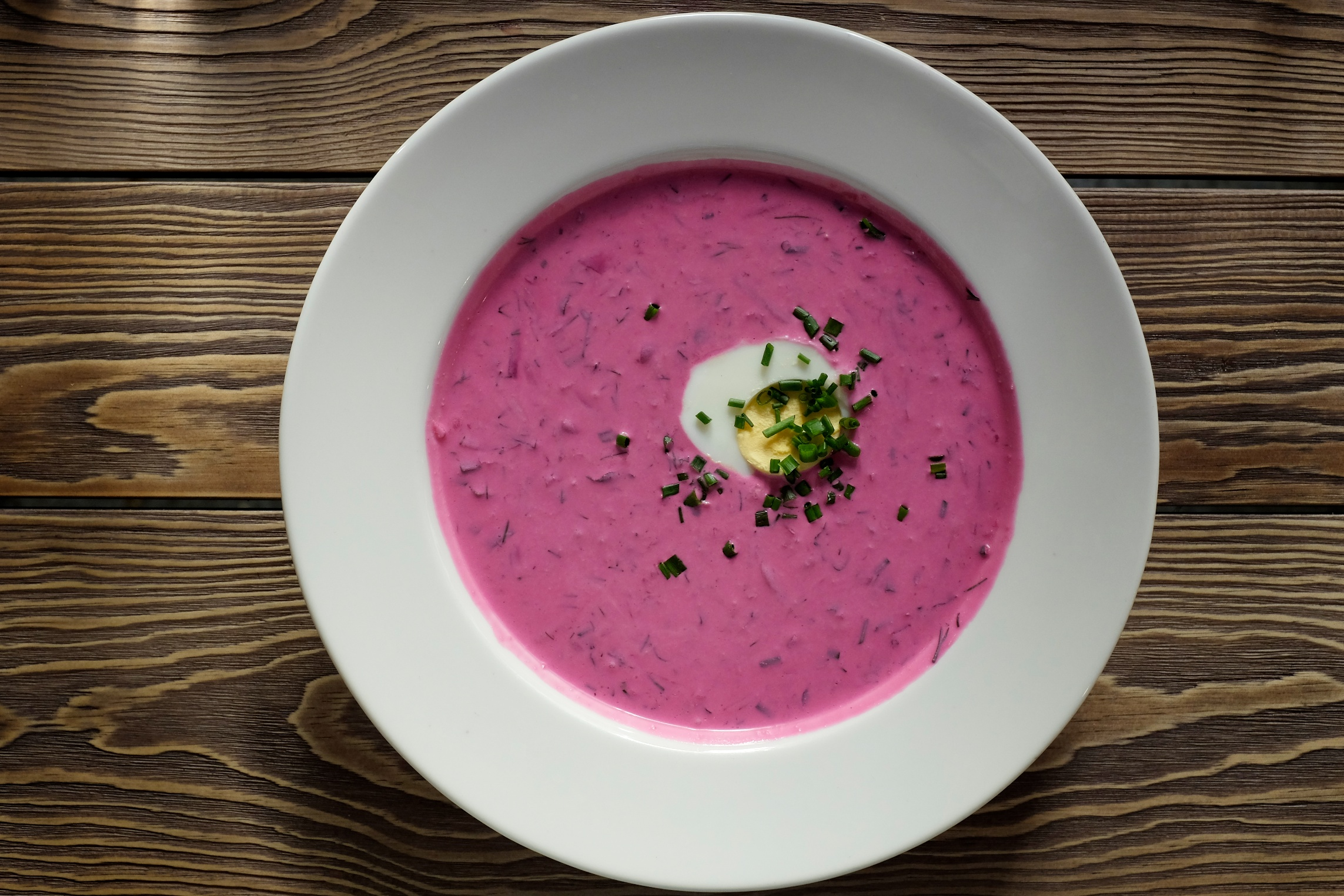
Borsch frío

El borsch frío suele comerse en diversas culturas, como en la judía de origen europeo (Lituania, Bielorrusia, Rusia y Ucrania) donde es muy común esta modalidad. El borsch frío es a menudo servido como una sopa dulce, que consiste en rodajas de remolacha cocinadas en caldo, opcionalmente con zumo de limón, cebolla picada y algo de azúcar. Se sirve el caldo con los pedazos de remolacha, a menudo con alguna papa cocida y algo de crema ácida que pone un contraste con la dulzura de la sopa. La crema ácida no se mezcla con la sopa, se sirve en el plato para que sea degustado mientras se toma la sopa con la cuchara.

### Borsch caliente
El borsch caliente es el más popular y es la sopa que contiene una mayor cantidad de ingredientes opcionales. Dependiendo de la gastronomía puede incluir diferentes verduras (judías, col, zanahoria, papas, cebollas, o tomates), setas y carnes (pollo o ternera). En este caso es más similar a un cocido que a una sopa.

## Orígenes y culturas
El borsch se consume masivamente en Ucrania (de donde se admite que es originario), pero debe entenderse que este plato constituye parte de la herencia culinaria de muchos de los países de Europa del Este y Europa Central. La sopa, denominada barščiai en lituano, es a menudo servida como Borschtsch en alemán (en Prusia Oriental donde el plato es nativo se denominaba Bartsch), barszcz en polaco, борщⓘ borsch en ucraniano, y borş en rumano.
El borsch ha traspasado fronteras, con los movimientos migratorios de las comunidades judías desde Europa Oriental hacia América Latina, en especial Argentina. Tal fluctuación gastronómica se puede apreciar estudiando los distintos tipos de borsch (también conocido en América Latina como «el manjar de betabel de bobelicha»).